# 奧蘭 (密蘇里州)
奧蘭（英語：Oran）是位於美國密蘇里州斯科特縣的城市。

## 人口
根據2020年美國人口普查的數據，奧蘭的面積為2.73平方千米，皆為陸地。當地共有人口1195人，而人口密度為每平方千米438人。